# Světový pohár ve sportovním lezení 2013
Světový pohár ve sportovním lezení 2013 se uskutečnil v 12 zemích. Zahájen byl 22. března v čínském Čchung-čchingu prvními závody světového poháru ve sportovním lezení v disciplínách lezení na rychlost a bouldering. V těchto disciplínách se uskutečnilo celkem sedm a osm závodů, v lezení na obtížnost osm. Poslední závod světového poháru se uskutečnil 16.-17. listopadu ve slovinské Kranji (obtížnost). V tomto roce byl ze všech závodů vyškrtáván nejhorší výsledek u všech disciplín. Celkem proběhlo 19 (23) závodů pod patronátem IFSC, z toho čtyři pořadatelská města měla zdvojené disciplíny. V kombinaci se hodnotili závodníci, kteří se účastnili alespoň jednoho závodu ve více disciplínách. V roce 2013 se v uvedených disciplínách konalo také mistrovství Evropy, které se do výsledků světového poháru nezapočítávalo.

## Přehledy závodů
| Kalendář závodů SP 2013 | Kalendář závodů SP 2013 | Kalendář závodů SP 2013 | Kalendář závodů SP 2013                         | Kalendář závodů SP 2013 | Kalendář závodů SP 2013 | Kalendář závodů SP 2013 | Kalendář závodů SP 2013 | Kalendář závodů SP 2013 | Kalendář závodů SP 2013 |
| Datum                   | Místo                   | Země                    | Web                                             | Počet závodníků         | Počet závodníků         | Počet závodníků         | Počet zemí              | Počet zemí              | Počet zemí              |
| Datum                   | Místo                   | Země                    | Web                                             | obtížnost               | rychlost                | bouldering              | obtížnost               | rychlost                | bouldering              |
| ----------------------- | ----------------------- | ----------------------- | ----------------------------------------------- | ----------------------- | ----------------------- | ----------------------- | ----------------------- | ----------------------- | ----------------------- |
| 22.-23. března          | Čchung-čching           | Čína                    | CMA Archivováno 12. 1. 2016 na Wayback Machine. | -                       | XX+XX                   | XX+XX                   | -                       | x                       | x                       |
| 5.-6. dubna             | Millau                  | Francie                 |                                                 | -                       | -                       | XX+XX                   | -                       | -                       | x                       |
| 26.-27. dubna           | Kitzbühel               | Rakousko                |                                                 | -                       | -                       | XX+XX                   | -                       | -                       | x                       |
| 11.-12. května          | Log Dragomer            | Slovinsko               |                                                 | -                       | -                       | XX+XX                   | -                       | -                       | x                       |
| 17.-18. května          | Innsbruck               | Rakousko                |                                                 | -                       | -                       | XX+XX                   | -                       | -                       | x                       |
| 1.-2. června            | Toronto                 | Kanada                  |                                                 | -                       | -                       | XX+XX                   | -                       | -                       | x                       |
| 7.-8. června            | Vail                    | USA                     |                                                 | -                       | -                       | XX+XX                   | -                       | -                       | x                       |
| 22.-23. června          | Baku                    | Ázerbájdžán             |                                                 | -                       | XX+XX                   | -                       | -                       | x                       | -                       |
| 19.-20. července        | Briançon                | Francie                 |                                                 | XX+XX                   | -                       | -                       | x                       | -                       | -                       |
| 9.-10. srpna            | Imst                    | Rakousko                |                                                 | XX+XX                   | -                       | -                       | x                       | -                       | -                       |
| 24.-25. srpna           | Mnichov                 | Německo                 |                                                 | -                       | -                       | XX+XX                   | -                       | -                       | x                       |
| 7. září                 | Arco                    | Itálie                  |                                                 | -                       | XX+XX                   | -                       | -                       | x                       | -                       |
| 20.-21. září            | Puurs                   | Belgie                  |                                                 | XX+XX                   | -                       | -                       | x                       | -                       | -                       |
| 27.-29. září            | Perm                    | Rusko                   |                                                 | XX+XX                   | XX+XX                   | -                       | x                       | x                       | -                       |
| 11.-12. října           | Mokpcho                 | Jižní Korea             |                                                 | XX+XX                   | XX+XX                   | -                       | x                       | x                       | -                       |
| 15.-16. října           | Chaj-jang               | Čína                    | CMA Archivováno 12. 1. 2016 na Wayback Machine. | -                       | XX+XX                   | -                       | -                       | x                       | -                       |
| 19.-20. října           | Wu-ťiang                | Čína                    | CMA Archivováno 12. 1. 2016 na Wayback Machine. | XX+XX                   | XX+XX                   | -                       | x                       | x                       | -                       |
| 1. listopadu            | Valence                 | Francie                 |                                                 | XX+XX                   | -                       | -                       | x                       | -                       | -                       |
| 16.-17. listopadu       | Kranj                   | Slovinsko               |                                                 | XX+XX                   | -                       | -                       | x                       | -                       | -                       |
| Celkem                  | 19                      | 12                      | IFSC                                            | 8                       | 7                       | 8                       | x                       | x                       | x                       |

### Muži
| Výsledky SP v lezení na obtížnost 2013 (8-1) | Výsledky SP v lezení na obtížnost 2013 (8-1) | Výsledky SP v lezení na obtížnost 2013 (8-1) | Výsledky SP v lezení na obtížnost 2013 (8-1) | Výsledky SP v lezení na obtížnost 2013 (8-1) | Výsledky SP v lezení na obtížnost 2013 (8-1) | Výsledky SP v lezení na obtížnost 2013 (8-1) | Výsledky SP v lezení na obtížnost 2013 (8-1) | Výsledky SP v lezení na obtížnost 2013 (8-1) | Výsledky SP v lezení na obtížnost 2013 (8-1) | Výsledky SP v lezení na obtížnost 2013 (8-1) | Výsledky SP v lezení na obtížnost 2013 (8-1) |
| Pořadí                                       | Jméno                                        | Země                                         | Body                                         | Briançon                                     | Imst                                         | Puurs                                        | Perm                                         | Mokpcho                                      | Wu-ťiang                                     | Valence                                      | Kranj                                        |
| -------------------------------------------- | -------------------------------------------- | -------------------------------------------- | -------------------------------------------- | -------------------------------------------- | -------------------------------------------- | -------------------------------------------- | -------------------------------------------- | -------------------------------------------- | -------------------------------------------- | -------------------------------------------- | -------------------------------------------- |
| 1.                                           | Sači Amma                                    | Japonsko                                     |                                              |                                              |                                              |                                              |                                              |                                              |                                              |                                              |                                              |
| 2.                                           | Jakob Schubert                               | Rakousko                                     |                                              |                                              |                                              |                                              |                                              |                                              |                                              |                                              |                                              |
| 3.                                           | Ramón Julián Puigblanque                     | Španělsko                                    |                                              |                                              |                                              |                                              |                                              |                                              |                                              |                                              |                                              |
| .                                            | Adam Ondra                                   | Česko                                        |                                              |                                              |                                              |                                              |                                              |                                              |                                              |                                              |                                              |
| .                                            |                                              | Česko                                        |                                              |                                              |                                              |                                              |                                              |                                              |                                              |                                              |                                              |
| .                                            |                                              | Česko                                        |                                              |                                              |                                              |                                              |                                              |                                              |                                              |                                              |                                              |
| počet finalistů                              | počet finalistů                              | počet finalistů                              | počet finalistů                              | 8                                            | 8                                            | 8                                            | 8                                            | 8                                            | 8                                            | 8                                            | 8                                            |
| počet semifinalistů                          | počet semifinalistů                          | počet semifinalistů                          | počet semifinalistů                          | 26                                           | 26                                           | 26                                           | 26                                           | 26                                           | 26                                           | 26                                           | 26                                           |
| bodovaných závodníků                         | bodovaných závodníků                         | bodovaných závodníků                         | ??                                           |                                              |                                              |                                              |                                              |                                              |                                              |                                              |                                              |
| celkový počet závodníků                      | celkový počet závodníků                      | celkový počet závodníků                      | -                                            |                                              |                                              |                                              |                                              |                                              |                                              |                                              |                                              |

| Výsledky SP v lezení na rychlost 2013 (7-1) | Výsledky SP v lezení na rychlost 2013 (7-1) | Výsledky SP v lezení na rychlost 2013 (7-1) | Výsledky SP v lezení na rychlost 2013 (7-1) | Výsledky SP v lezení na rychlost 2013 (7-1) | Výsledky SP v lezení na rychlost 2013 (7-1) | Výsledky SP v lezení na rychlost 2013 (7-1) | Výsledky SP v lezení na rychlost 2013 (7-1) | Výsledky SP v lezení na rychlost 2013 (7-1) | Výsledky SP v lezení na rychlost 2013 (7-1) | Výsledky SP v lezení na rychlost 2013 (7-1) |
| Pořadí                                      | Jméno                                       | Země                                        | Body                                        | Čchung-čching                               | Baku                                        | Arco                                        | Perm                                        | Mokpcho                                     | Chaj-jang                                   | Wu-ťiang                                    |
| ------------------------------------------- | ------------------------------------------- | ------------------------------------------- | ------------------------------------------- | ------------------------------------------- | ------------------------------------------- | ------------------------------------------- | ------------------------------------------- | ------------------------------------------- | ------------------------------------------- | ------------------------------------------- |
| 1.                                          | Stanislav Kokorin                           | Rusko                                       |                                             |                                             |                                             |                                             |                                             |                                             |                                             |                                             |
| 2.                                          | Libor Hroza                                 | Česko                                       |                                             |                                             |                                             |                                             |                                             |                                             |                                             |                                             |
| 3.                                          | Čung Čchi-sin                               | Čína                                        |                                             |                                             |                                             |                                             |                                             |                                             |                                             |                                             |
| .                                           |                                             | Česko                                       |                                             |                                             |                                             |                                             |                                             |                                             |                                             |                                             |
| počet finalistů                             | počet finalistů                             | počet finalistů                             | počet finalistů                             | 4/8                                         | 4/8                                         | 4/8                                         | 4/8                                         | 4/8                                         | 4/8                                         | 4/8                                         |
| počet semifinalistů                         | počet semifinalistů                         | počet semifinalistů                         | počet semifinalistů                         | 0                                           | 16                                          | 16                                          | 16                                          | 16                                          | 16                                          | 16                                          |
| bodovaných závodníků                        | bodovaných závodníků                        | bodovaných závodníků                        | ??                                          |                                             |                                             |                                             |                                             |                                             |                                             |                                             |
| počet závodníků                             | počet závodníků                             | počet závodníků                             | -                                           |                                             |                                             |                                             |                                             |                                             |                                             |                                             |

| Výsledky SP v boulderingu 2013 (8-1) | Výsledky SP v boulderingu 2013 (8-1) | Výsledky SP v boulderingu 2013 (8-1) | Výsledky SP v boulderingu 2013 (8-1) | Výsledky SP v boulderingu 2013 (8-1) | Výsledky SP v boulderingu 2013 (8-1) | Výsledky SP v boulderingu 2013 (8-1) | Výsledky SP v boulderingu 2013 (8-1) | Výsledky SP v boulderingu 2013 (8-1) | Výsledky SP v boulderingu 2013 (8-1) | Výsledky SP v boulderingu 2013 (8-1) | Výsledky SP v boulderingu 2013 (8-1) |
| Pořadí                               | Jméno                                | Země                                 | Body                                 | Čchung-čching                        | Millau                               | Kitzbühel                            | Log Dragomer                         | Innsbruck                            | Toronto                              | Vail                                 | Mnichov                              |
| ------------------------------------ | ------------------------------------ | ------------------------------------ | ------------------------------------ | ------------------------------------ | ------------------------------------ | ------------------------------------ | ------------------------------------ | ------------------------------------ | ------------------------------------ | ------------------------------------ | ------------------------------------ |
| 1.                                   | Dmitrij Šarafutdinov                 | Rusko                                |                                      |                                      |                                      |                                      |                                      |                                      |                                      |                                      |                                      |
| 2.                                   | Jakob Schubert                       | Rakousko                             |                                      |                                      |                                      |                                      |                                      |                                      |                                      |                                      |                                      |
| 3.                                   | Sean McColl                          | Kanada                               |                                      |                                      |                                      |                                      |                                      |                                      |                                      |                                      |                                      |
| .                                    |                                      | Česko                                |                                      |                                      |                                      |                                      |                                      |                                      |                                      |                                      |                                      |
| .                                    |                                      | Česko                                |                                      |                                      |                                      |                                      |                                      |                                      |                                      |                                      |                                      |
| .                                    |                                      | Česko                                |                                      |                                      |                                      |                                      |                                      |                                      |                                      |                                      |                                      |
| .                                    |                                      | Česko                                |                                      |                                      |                                      |                                      |                                      |                                      |                                      |                                      |                                      |
| počet finalistů                      | počet finalistů                      | počet finalistů                      | počet finalistů                      | 6                                    | 6                                    | 6                                    | 6                                    | 6                                    | 6                                    | 6                                    | 6                                    |
| počet semifinalistů                  | počet semifinalistů                  | počet semifinalistů                  | počet semifinalistů                  | 20                                   | 20                                   | 20                                   | 20                                   | 20                                   | 20                                   | 20                                   | 20                                   |
| bodovaných závodníků                 | bodovaných závodníků                 | bodovaných závodníků                 | ??                                   |                                      |                                      |                                      |                                      |                                      |                                      |                                      |                                      |
| počet závodníků                      | počet závodníků                      | počet závodníků                      | -                                    |                                      |                                      |                                      |                                      |                                      |                                      |                                      |                                      |

| Výsledky SP 2013 - kombinace | Výsledky SP 2013 - kombinace | Výsledky SP 2013 - kombinace | Výsledky SP 2013 - kombinace |
| Pořadí                       | Jméno                        | Země                         | Body                         |
| ---------------------------- | ---------------------------- | ---------------------------- | ---------------------------- |
| 1.                           | Jakob Schubert               | Rakousko                     |                              |
| 2.                           | Sean McColl                  | Kanada                       |                              |
| 3.                           | Sači Amma                    | Japonsko                     |                              |
| ??                           | bodovaných celkem            | bodovaných celkem            | bodovaných celkem            |

### Ženy
| Výsledky SP v lezení na obtížnost 2013 (8-1) | Výsledky SP v lezení na obtížnost 2013 (8-1) | Výsledky SP v lezení na obtížnost 2013 (8-1) | Výsledky SP v lezení na obtížnost 2013 (8-1) | Výsledky SP v lezení na obtížnost 2013 (8-1) | Výsledky SP v lezení na obtížnost 2013 (8-1) | Výsledky SP v lezení na obtížnost 2013 (8-1) | Výsledky SP v lezení na obtížnost 2013 (8-1) | Výsledky SP v lezení na obtížnost 2013 (8-1) | Výsledky SP v lezení na obtížnost 2013 (8-1) | Výsledky SP v lezení na obtížnost 2013 (8-1) | Výsledky SP v lezení na obtížnost 2013 (8-1) |
| Pořadí                                       | Jméno                                        | Země                                         | Body                                         | Briançon                                     | Imst                                         | Puurs                                        | Perm                                         | Mokpcho                                      | Wu-ťiang                                     | Valence                                      | Kranj                                        |
| -------------------------------------------- | -------------------------------------------- | -------------------------------------------- | -------------------------------------------- | -------------------------------------------- | -------------------------------------------- | -------------------------------------------- | -------------------------------------------- | -------------------------------------------- | -------------------------------------------- | -------------------------------------------- | -------------------------------------------- |
| 1.                                           | Kim Ča-in                                    | Jižní Korea                                  |                                              |                                              |                                              |                                              |                                              |                                              |                                              |                                              |                                              |
| 2.                                           | Mina Markovič                                | Slovinsko                                    |                                              |                                              |                                              |                                              |                                              |                                              |                                              |                                              |                                              |
| 3.                                           | Momoka Odaová                                | Japonsko                                     |                                              |                                              |                                              |                                              |                                              |                                              |                                              |                                              |                                              |
| .                                            |                                              | Česko                                        |                                              |                                              |                                              |                                              |                                              |                                              |                                              |                                              |                                              |
| .                                            |                                              | Česko                                        |                                              |                                              |                                              |                                              |                                              |                                              |                                              |                                              |                                              |
| .                                            |                                              | Česko                                        |                                              |                                              |                                              |                                              |                                              |                                              |                                              |                                              |                                              |
| počet finalistek                             | počet finalistek                             | počet finalistek                             | počet finalistek                             | 8                                            | 8                                            | 8                                            | 8                                            | 8                                            | 8                                            | 8                                            | 8                                            |
| počet semifinalistek                         | počet semifinalistek                         | počet semifinalistek                         | počet semifinalistek                         | 26                                           | 26                                           | 26                                           | 26                                           | 26                                           | 26                                           | 26                                           | 26                                           |
| bodovaných závodnic                          | bodovaných závodnic                          | bodovaných závodnic                          | ??                                           |                                              |                                              |                                              |                                              |                                              |                                              |                                              |                                              |
| počet závodnic                               | počet závodnic                               | počet závodnic                               | -                                            |                                              |                                              |                                              |                                              |                                              |                                              |                                              |                                              |

| Výsledky SP v lezení na rychlost 2013 (7-1) | Výsledky SP v lezení na rychlost 2013 (7-1) | Výsledky SP v lezení na rychlost 2013 (7-1) | Výsledky SP v lezení na rychlost 2013 (7-1) | Výsledky SP v lezení na rychlost 2013 (7-1) | Výsledky SP v lezení na rychlost 2013 (7-1) | Výsledky SP v lezení na rychlost 2013 (7-1) | Výsledky SP v lezení na rychlost 2013 (7-1) | Výsledky SP v lezení na rychlost 2013 (7-1) | Výsledky SP v lezení na rychlost 2013 (7-1) | Výsledky SP v lezení na rychlost 2013 (7-1) |
| Pořadí                                      | Jméno                                       | Země                                        | Body                                        | Čchung-čching                               | Baku                                        | Arco                                        | Perm                                        | Mokpcho                                     | Chaj-jang                                   | Wu-ťiang                                    |
| ------------------------------------------- | ------------------------------------------- | ------------------------------------------- | ------------------------------------------- | ------------------------------------------- | ------------------------------------------- | ------------------------------------------- | ------------------------------------------- | ------------------------------------------- | ------------------------------------------- | ------------------------------------------- |
| 1.                                          | Alina Gajdamakinová                         | Rusko                                       |                                             |                                             |                                             |                                             |                                             |                                             |                                             |                                             |
| 2.                                          | Julija Kaplinová                            | Rusko                                       |                                             |                                             |                                             |                                             |                                             |                                             |                                             |                                             |
| 3.                                          | Aleksandra Rudzińska                        | Polsko                                      |                                             |                                             |                                             |                                             |                                             |                                             |                                             |                                             |
| .                                           |                                             | Česko                                       |                                             |                                             |                                             |                                             |                                             |                                             |                                             |                                             |
| počet finalistek                            | počet finalistek                            | počet finalistek                            | počet finalistek                            | 4/8                                         | 4/8                                         | 4/8                                         | 4/8                                         | 4/8                                         | 4/8                                         | 4/8                                         |
| počet semifinalistek                        | počet semifinalistek                        | počet semifinalistek                        | počet semifinalistek                        | 16                                          | 16                                          | 16                                          | 16                                          | 16                                          | 16                                          | 16                                          |
| bodovaných závodnic                         | bodovaných závodnic                         | bodovaných závodnic                         | ??                                          |                                             |                                             |                                             |                                             |                                             |                                             |                                             |
| počet závodnic                              | počet závodnic                              | počet závodnic                              | -                                           |                                             |                                             |                                             |                                             |                                             |                                             |                                             |

| Výsledky SP v boulderingu 2013 (8-1) | Výsledky SP v boulderingu 2013 (8-1) | Výsledky SP v boulderingu 2013 (8-1) | Výsledky SP v boulderingu 2013 (8-1) | Výsledky SP v boulderingu 2013 (8-1) | Výsledky SP v boulderingu 2013 (8-1) | Výsledky SP v boulderingu 2013 (8-1) | Výsledky SP v boulderingu 2013 (8-1) | Výsledky SP v boulderingu 2013 (8-1) | Výsledky SP v boulderingu 2013 (8-1) | Výsledky SP v boulderingu 2013 (8-1) | Výsledky SP v boulderingu 2013 (8-1) |
| Pořadí                               | Jméno                                | Země                                 | Body                                 | Čchung-čching                        | Millau                               | Kitzbühel                            | Log Dragomer                         | Innsbruck                            | Toronto                              | Vail                                 | Mnichov                              |
| ------------------------------------ | ------------------------------------ | ------------------------------------ | ------------------------------------ | ------------------------------------ | ------------------------------------ | ------------------------------------ | ------------------------------------ | ------------------------------------ | ------------------------------------ | ------------------------------------ | ------------------------------------ |
| 1.                                   | Anna Stöhr                           | Rakousko                             |                                      |                                      |                                      |                                      |                                      |                                      |                                      |                                      |                                      |
| 2.                                   | Akijo Noguči                         | Japonsko                             |                                      |                                      |                                      |                                      |                                      |                                      |                                      |                                      |                                      |
| 3.                                   | Alex Puccio                          | USA                                  |                                      |                                      |                                      |                                      |                                      |                                      |                                      |                                      |                                      |
| počet finalistek                     | počet finalistek                     | počet finalistek                     | počet finalistek                     | 6                                    | 6                                    | 6                                    | 6                                    | 6                                    | 6                                    | 6                                    | 6                                    |
| počet semifinalistek                 | počet semifinalistek                 | počet semifinalistek                 | počet semifinalistek                 | 20                                   | 20                                   | 20                                   | 20                                   | 20                                   | 20                                   | 20                                   | 20                                   |
| bodovaných závodnic                  | bodovaných závodnic                  | bodovaných závodnic                  | ??                                   |                                      |                                      |                                      |                                      |                                      |                                      |                                      |                                      |
| počet závodnic                       | počet závodnic                       | počet závodnic                       | -                                    |                                      |                                      |                                      |                                      |                                      |                                      |                                      |                                      |

| Výsledky SP 2013 - kombinace | Výsledky SP 2013 - kombinace | Výsledky SP 2013 - kombinace | Výsledky SP 2013 - kombinace |
| Pořadí                       | Jméno                        | Země                         | Body                         |
| ---------------------------- | ---------------------------- | ---------------------------- | ---------------------------- |
| 1.                           | Mina Markovič                | Slovinsko                    |                              |
| 2.                           | Akijo Noguči                 | Japonsko                     |                              |
| 3.                           | Momoka Odaová                | Japonsko                     |                              |
| ??                           | bodovaných celkem            | bodovaných celkem            | bodovaných celkem            |

### Čeští medailisté v jednotlivých závodech SP 2013
| Datum a Místo                | Disciplína        | Lezec/lezkyně | Zlato         | Stříbro          | Bronz |
| ---------------------------- | ----------------- | ------------- | ------------- | ---------------- | ----- |
| 22.-23. března Čchung-čching | Rychlost 1. kolo  | Libor Hroza   |               | Stříbrná medaile |       |
| 7. září Arco                 | Rychlost 3. kolo  | Libor Hroza   | Zlatá medaile |                  |       |
| 27.-29. září Perm            | Rychlost 4. kolo  | Libor Hroza   |               | Stříbrná medaile |       |
| 11.-12. října Mokpcho        | Rychlost 5. kolo  | Libor Hroza   |               | Stříbrná medaile |       |
| 1. listopadu Valence         | Obtížnost 7. kolo | Adam Ondra    | Zlatá medaile |                  |       |
| 16.-17. listopadu Kranj      | Obtížnost 8. kolo | Adam Ondra    |               | Stříbrná medaile |       |